# Caudron C.33
Dimensions
Le Caudron C.33 « Landaulet Monsieur-Madame » était un biplan bimoteur français de quatre sièges, deux dans des cockpits ouverts et deux dans une cabine fermée.

## Histoire
Conçu à l'origine par Paul Deville en tant que bombardier, le Caudron C.33, il a été achevé à la fin de 1919 en tant qu'avion de  transport.
Le premier avion construit, appelé « Monsieur-Madame », a été exposé en 1919 lors de la 6e Exposition internationale de la Locomotion aérienne aux côtés d'un autre avion de transport le C.25. L'année suivante, un autre appareil, immatriculé F-ABDT, est construit. Cet aéronef vole jusqu’en décembre 1931.